# 瑟勒采尼鄉 (雅洛米察縣)
44°39′32″N 26°56′55″E / 44.6588°N 26.9485°E
瑟勒采尼鄉（羅馬尼亞語：Sărățeni, Ialomița），是羅馬尼亞的鄉份，位於該國南部，由雅洛米察縣負責管轄，面積34平方公里，海拔高度45米，2007年人口1,279，人口密度每平方公里37人。